# Celosia melanocarpos
Celosia melanocarpos är en amarantväxtart som beskrevs av Jean Louis Marie Poiret. Celosia melanocarpos ingår i släktet celosior, och familjen amarantväxter. Inga underarter finns listade i Catalogue of Life.